# (17211) Brianfisher
(17211) Brianfisher (2000 AY174) – planetoida z grupy pasa głównego asteroid okrążająca Słońce w ciągu 3,76 lat w średniej odległości 2,42 j.a. Odkryta 7 stycznia 2000 roku.